# Javier Coma
Javier Coma Sanpere  (Barcelona, 12 de noviembre de 1939-íd., 14 de febrero de 2017) fue un escritor y publicista, historiador y especialista en la cultura popular americana, en los ámbitos del cine, el cómic, la novela negra y el jazz. Javier Coma también estuvo detrás de colecciones de novela negra ("Seleccions de la Cua de Palla" para Edicions 62 y Black, en Plaza y Janés). Su numerosa obra se ha publicado en diferentes editoriales.
De su etapa en la publicidad, una de sus obras más conocidas fue el eslogan "El Barça es más que un club", que data de 1973. 

## Biografía
Tras terminar la carrera de Derecho en 1961, se dedicó a la publicidad hasta 1981. Ya antes, se había convertido en articulista sobre cómic para revistas como la barcelonesa Tele-Express y publicado su primer libro sobre la disciplina Los comics: Un arte del siglo XX en 1977.
En 1979, y en su número 7, se incorporó a la revista Totem, con la sección "Comics by Coma". Siguió publicando libros como Y nos fuimos a hacer viñetas (Penthalon, Madrid, 1981), El ocaso de los héroes en los comics de autor (Península, Barcelona, 1984) y, ya en catalán, Els comics tal com eren (Fundació Caixa de Pensions, Barcelona, 1984). En 1983, dirigió la obra colectiva Historia de los Comics que contó con colaboraciones de numerosos conocedores del medio españoles y extranjeros, convirtiéndose en una importante obra de referencia a nivel internacional. Firmó también los manifiestos "Ante un conato de degradación del significado cultural del cómic" (1983) y "Manifiesto contra la exposición Tintín y Hergé" (1984), siendo respondido por Ludolfo Paramio.
Convertido ya en uno de los colaboradores del diario El País, publicó en el mismo el coleccionable Cómics clásicos y modernos (1987). Posteriormente produjo Los cómics en Hollywood con Román Gubern (Plaza&Janés, 1988) y el Diccionario de los cómics - La Edad de Oro (Plaza&Janés, 1991). 
Desde 1992 se dedicó fundamentalmente a analizar el cine clásico estadounidense sin abandonar el interés por y la difusión de la "Novela Negra", de la que además de un diccionario en 1990 realizó un sumario de temas y autores. También realizó diccionarios sobre el wéstern (1992) y el cine de aventuras (1994), coleccionables sobre el cine bélico (2000), y una serie de análisis de películas concretas para la colección Dirigido por. Con Juan Marsé publica en Cine y literatura (Círculo de lectores, Barcelona, 1998).
En el año 2000 tuvo que interponer una denuncia por plagio de 400 líneas de su Diccionario de cine de aventuras y Diccionario del western clásico, en un volumen que publicó Alianza y que se vio obligada a retirar. 
Se centró posteriormente en el análisis de la caza de brujas en obras como Diccionario de la caza de brujas (Inédita, Barcelona, 2005) y Las películas de la caza de brujas (Notorious, Madrid, 2007).

## Pensamiento
Durante su labor como divulgador de la historieta, Javier Coma se caracterizó por defender ciertas ideas-fuerza:
- La defensa del término anglosajón cómic en detrimento de los autóctonos tebeo e historieta, cuyo uso considera "despectivo y peyorativo".[4]

- El origen estadounidense del cómic. Así, al comentar su primer libro, Alfonso Figueras destaca que

el capítulo final, referido a la historieta europea, lleva un título más que revelador: "Lejos de la tierra natal" (sin que con ello el autor menosprecie, ni mucho menos, lo que se ha realizado en el viejo continente, pues, muy al contrario, lo que queda bien claro es la paternidad de los cómics).

- El convencionalismo de la cultura europea, incapaz de reconocer la dignidad de las nuevas y populares formas de expresión (cine, cómic, jazz y novela negra), por estar erigida "precisamente sobre un sistema de dominación de clase" en el que la cultura era un "patrimonio oligárquico" y no una "cultura de masas".[6]

- La limitación del cómic europeo a lectores infantiles, mientras que en EE. UU. siempre habría abarcado un público heterogéneo al publicarse en diarios. Esto implicó que se consideraran "cómics para adultos" a Flash Gordon, The Phantom o Spirit a pesar de que se habían escrito y dibujado para un público infantil y juvenil[7] y de que en realidad, "el infantilismo de los tebeos clásicos de todos los países (Estados Unidos incluido) es connatural a ellos, deriva de su propia historia"[8]

- La reclusión del tebeo clásico español en un gueto por el franquismo, y su inferioridad frente a la producción mundial coetánea, de tal forma que considera toda reivindicación global del mismo como "infantilizada o interesada nostalgia".[9] Ya de su primer libro, decía Alfonso Figueras que "Javier Coma es más bien parco cuando se refiere a la producción española, tal vez demasiado".[5] En siguientes escritos, destacaría cierta pujanza creativa de la Barcelona de los años 40, que atribuye a la más extensa influencia del cómic estadounidense motivada por la tardía conquista de la ciudad "por los insurrectos franquistas",[10] así como a ciertos humoristas como Cifré, Coll, Peñarroya, Martz Schmidt o Manuel Vázquez.

## Valoración
Pionero y prolífico, se convirtió en un referente para el estudio, análisis y difusión de la cultura popular norteamericana en lengua castellana y catalana, sobre todo durante la Transición española. Muchas de sus obras, sin embargo, están descatalogadas.

## Obra
- Los comics: un arte del siglo XX, (Guadarrama, 1978).
- Del gato Félix al gato Fritz: historia de los comics, (Gustavo Gili, 1979).
- La novela negra, (El Viejo Topo, 1980).
- Y nos fuimos a hacer viñetas, (Penthalon, Madrid, 1981).
- Luces y sombras del cine negro, (Ediciones Fabregat, Colección "Dirigido por...", Barcelona, 1981)
- Historia de los Comics, (Toutain, 1983).
- El ocaso de los héroes en los comics de autor, (Península, Barcelona, 1984)
- Els comics tal com eren (catalán), (Fundació Caixa de Pensions, Barcelona, 1984).
- Diccionario de la novela negra norteamericana (Edicions 62 (catalán), 1985, y Anagrama, Barcelona, 1986).
- De Mickey a Marlowe: la edad de oro, (Península, Barcelona, 1987).
- Cómics clásicos y modernos, (El País, Madrid, 1987).
- El pato Donald, de Walt Disney, director, (Alborada, Madrid, 1988).
- Los cómics en Hollywood con Román Gubern (Plaza&Janés, 1988).
- Cuando la inocencia murió, (Eseuve, Madrid, 1988).
- El trazo vivificado, (Semana Internacional de Cine, Teruel, 1990).
- Diccionario de los cómics - La Edad de Oro, (Plaza&Janés, 1991).
- Diccionario del cine negro, (Ediciones 62 (catalán) y Plaza&Janés, Barcelona, 1990, y RBA, Barcelona, 1995).
- Diccionario del western clásico, (Plaza&Janés, Barcelona, 1992 y Planeta DeAgostini, Barcelona, 1999).
- El esplendor y el éxtasis. Historia del cine americano 1930-1960, (Laertes, Barcelona, 1993).
- Diccionario de films míticos, (Plaza&Janés, Barcelona, 1993).
- Diccionario del cine de aventuras, (Plaza&Janés, Barcelona, 1994).
- Temes i autors de la novel.la negra (catalán), (Edicions 62, Barcelona, 1994).
- Centauros del desierto/Cantando bajo la lluvia, (Dirigido por, Barcelona, 1994).
- Lo que el viento se llevó/Robín de los bosques, (Dirigido por, Barcelona, 1995).
- La gran caravana del western: las 100 mejores películas del oeste, (Alianza Editorial, Madrid, 1996).
- Los vikingos/Scarface, (Dirigido por, Barcelona, 1996).
- Solo ante el peligro/El hombre tranquilo, (Dirigido por, Barcelona, 1997).
- Aquella guerra desde aquel Hollywood: 100 películas memorables sobre la Segunda Guerra Mundial, (Alianza Editorial, Madrid, 1998).
- Cine y literatura (con Juan Marsé), (Círculo de lectores, Barcelona, 1998).
- Raíces profundas/Que bello es vivir, (Dirigido por, Barcelona, 1998).
- Los sobornados/Cautivos del mal, (Dirigido por, Barcelona, 1999).
- Cine del Oeste (3 vols.), (Planeta-DeAgostini, Barcelona, 1999).
- Cine bélico (2 vols.), (Planeta-DeAgostini, Barcelona, 2000).
- John Wayne (2 vols.), (Planeta-DeAgostini, Barcelona, 2000).
- Cine western (3 vols.), (Planeta-DeAgostini, Buenos Aires, 2001).
- Los pájaros/Río Rojo, (Dirigido por, Barcelona, 2001).
- Cine bélico (2 vols.), (Planeta-DeAgostini, Buenos Aires, 2001).
- La novela negra : historia de la aplicación del realismo crítico a la novela policíaca norteamericana (Viejo topo, 2001).
- La Brigada Hollywood, (Flor del Viento, Barcelona, 2002).
- 50 amores clásicos, (Nickel Odeon, Madrid, 2002).
- Los contrabandistas de Moonfleet/Cuerpo y alma, (Dirigido por, Barcelona, 2003).
- Entre el Nobel y el Oscar, (Flor del Viento, Barcelona, 2003).
- La ficción bélica: grandes novelas americanas (y sus versiones cinematográficas) sobre la Segunda Guerra Mundial, (Inédita, Barcelona, 2005).
- Diccionario de la caza de brujas, (Inédita, Barcelona, 2005).
- Las películas de la caza de brujas, (Notorious Ediciones, Madrid, 2007).
- Doctor Libro y Míster Film, (Notorious Ediciones, Madrid, 2008).
- Las canciones del gran Hollywood, (Notorious Ediciones, Madrid, 2010).
- Aquiles Stampa. Catálogo de textos de Javier Coma, (Alfabia, Barcelona, 2010).